# Learn to Fly
Learn to Fly је песма америчке рок групе Foo Fighters. Издата је као први сингл са албума There Is Nothing Left to Lose. То је прва песма групе која је ушла у Billboard Hot 100 листу, а доживела је успех на топ-листама широм света.

## Спот
Музички спот за песму је режирао Џеси Перец и добио је Греми за најбољи кратки музички видео. Сниман је у авиону као пародија филма Има ли пилота у авиону?. Двојица авио-механичара које тумаче Џек Блек и Кајл Гас из групе Tenacious D крију дрогу у апарат за кафу од чега касније буду омамљени сви осим чланова бенда који тумаче разне улоге у споту. Њих тројица (Дејв Грол, Нејт Мендел и Тејлор Хокинс) успевају да приземље авион, а авио-механичаре хапси агент ФБИ-ја којег такође тумачи Грол.